# Ali Boumnijel
Ali Boumnijel (àrab: علي بومنيجل, ʿAlī Bū-Mnījal) (Menzel Jemil, 13 d'abril 1966) és un jugador de futbol retirat de Tunísia.
Jugava a la posició de porter. La major part de la seva carrera transcorregué a França a clubs com AS Nancy, FC Gueugnon, SC Bastia i FC Rouen. Els darrers anys retornà al seu país d'origen jugant al Club Africain.
Fou internacional amb la selecció de Tunísia on competí a la porteria amb Chokri El Ouaer. Disputà tres mundials, 1998, 2002 i 2006, i la Copa Confederacions de l'any 2005. A la Copa del Món de Futbol de 2006 fou el jugador de més edat, amb 40 anys.